# Cascavel (Willis Stryker)
Cascavel (Diamondback no original em inglês) alter-ego de Willis Stryker, é um personagem fictício que aparece nas revistas em quadrinhos americanas publicadas pela Marvel Comics. Ele é principalmente um inimigo do Luke Cage e é notável por ser o primeiro grande super-vilão que Cage enfrentou nos quadrinhos.
O personagem é interpretado por Erik LaRay Harvey em Luke Cage da Netflix, que está situada no Universo Cinematográfico Marvel.

## Publicação
Criado por Archie Goodwin e George Tuska, sua primeira aparição foi em Luke Cage, Hero for Hire #1 (Junho de 1972).
Depois de 45 anos, Stryker voltou aos quadrinhos em All-New Guardians of the Galaxy: Free Comic Book Day (Julho de 2017).

## Biografia ficcional do personagem
Willis Stryker era um dos amigos de infância de Luke Cage. Ele é conhecido como Diamondback (Cascavel) por seu domínio de facas, incluindo facas especialmente manipuladas que explodem, liberam gases tóxicas ou criam ondas sonoras.
Willis Stryker nasceu e cresceu no Harlem, Nova York. Ele cresceu na rua ao lado de Carl Lucas, seu melhor amigo e futuro parceiro. Ele foi recrutado para uma das gangues locais, Os Rivais. A gangue consistiu principalmente de Carl Lucas, Stryker, Shades e Comanche. Eles se envolveram em muitas lutas de gangue com Os Diablos, uma gangue rival. Ele também cometeu pequenos crimes e trabalhou para um senhor do crime chamado Sonny Caputo. Carl mudou sua vida e encontrou um trabalho honesto, enquanto Willis se tornou um gângster qualificado, mas eles continuaram bons amigos.
Uma garota chamada Reva Connors amou os dois, mas ficou mais atraída por Carl. Willis, devastado pelo ciúme, o enquadrou ao esconder drogas onde Carl morava, fazendo com que Carl Lucas fosse enviado à prisão. As drogas pertenciam ao Maggia. Eles então caçaram Willis, mas acabaram matando Reva.
Carl mudou seu nome para Luke Cage e escapou da prisão graças à sua pele à prova de balas e procurou vingança. Luke Cage foi atacado por assaltantes contratados pela Cascavel. Quando o ataque falhou, Cascavel tem seu inventor, Gadget, criando novas lâminas especiais para lidar com Cage e sequestrou Claire Temple. Seguindo o Cascavel para o seu covil, Luke ficou surpreso ao descobrir que era seu velho amigo Stryker. Cascavel lutou contra Cage, que esperava limpar seu nome. Durante a luta, Cascavel caiu através de uma clarabóia e foi explodido por uma das suas próprias alavancas, arruinando qualquer esperança que Luke tinha que Stryker pudesse limpar seu nome. Naquele momento, Claire chegou com Noah Burstein (o homem que conduziu as experiências da prisão) e a polícia, e Luke se pergunta se Burstein irá entregar ele às autoridades.
Cascavel mais tarde apareceu vivo. Ele então começou a fazer planos para se tornar um senhor do crime onde ele começará no Harlem e então governará o crime na Costa Leste. Ao ter seus homens arranjando uma reunião com os senhores do crime no Club Ultimate, o Cascavel planejava ter uma rede de influências. A reunião foi interrompida por Luke Cage, Punho de Ferro, Demolidor e Jessica Jones. Durante a luta, Cascavel conseguiu ferir Jessica Jones. Cascavel depois teve uma reunião com a Gata Negra que é interrompida por Luke Cage. Usando pó tóxico, Cascavel atingiu Luke Cage e e procedeu o espancando. Sem conhecimento de Cascavel, a Gata Negra deixou Luke Cage livre na localização da Enfermeira da Noite e ela conseguiu curá-lo. Após a recuperação, Luke Cage, Jessica Jones e seus aliados foram atrás do Cascavel e o atacaram no Club Ultimate. Cascavel demonstrou suas novas habilidades como força e velocidade sobre-humana. Embora tenha sofrido ferimento na luta, Cascavel escapou. Durante seus envolvimentos no Club Ultimate, Punho de Ferro e Jessica Jones foram emboscados por Cascavel, onde ele bateu no carro de Jessica Jones e feriu as costas de Punho de Ferro. Enquanto se regozijava com Punho de Ferro, Cascavel foi pego de surpresa quando Jessica Jones o atacou. Depois de ser derrotado por Jessica Jones e Punho de Ferro, o Cascavel foi preso pela polícia e transferido para uma prisão, já que ele era considerado perigoso para colocar na prisão do condado.

## Outras versões
- Na linha de tempo alternativa do arco de história "Dinastia M" de 2005, a versão Willis Stryker de Cascavel é um mutante com características reptilianas.[9]
- Willis Stryker aparece em Luke Cage Noir, nO qual ele é um antigo amigo de Luke Cage, e um chefe de crime no Harlem.[10][11][12][13]

## Poderes e habilidades
Willis Stryker é um especialista em combate de facas e especialista especializado em combate corpo a corpo. Fora das facas convencionais, Willis Stryker usa facas com truques que foram modificadas por Gadget onde podem emitir gás, contêm disruptores sonoros e causam explosões. Após o retorno da morte, Cascavel pareceu possuir algum grau de força sobre-humana, sendo capaz de jogar uma pessoa através e uma sala, pegar um soco de Jessica Jones e levantá-la com uma mão, além de ter algum grau de velocidade sobre-humana.

## Em outras mídias

Erik LaRay Harvey como Cascavel em Luke Cage.

Willis Stryker aparece em Luke Cage, interpretado por Erik LaRay Harvey, enquanto Jared Kemp interpreta Stryker quando jovem. Ele é o meio-irmão mais velho de Luke Cage como resultado de um caso que o pai de Luke, James Lucas, teve com sua secretária Dana Stryker, tornando o personagem uma combinação do Willis Stryker e do Coldfire dos quadrinhos.
Quando eram mais jovens, Willis e Luke eram melhores amigos até serem presos por roubo de carros. Luke foi enviado para a escola militar e se juntou a Marinha, enquanto Willis serviu a detenção juvenil e depois a prisão quando foi forçado a matar em legítima defesa. Este evento, juntamente com a morte de sua mãe por câncer depois que seu pai biológico a abandonou, fez Willis jurar uma vingança em Luke. Ele eventualmente se vinga enquadrando Luke e enviando-o para a Prisão Seagate.
Na década de 2010, Willis se tornou negociante de armas, traficando armas da Hammer Industries para o chefe do crime do Harlem,
Cornell "Cottonmouth" Stokes, e sua prima Mariah Dillard. Quando um casal de homens jovens atacam um acordo de armas entre as tripulações que trabalham para Cottonmouth e o chefe espanhol do crime do Harlem, Domingo Colon, Willis envia Shades  para ajudá-los. Ao saber que Luke está vivo, Willis sai do esconderijo para se vingar com uma arma conhecida como a bala de Judas, uma linha de balas explosivas desenvolvidas pela Hammer Industries a partir do metal Chitauri recuperado da batalha dos Vingadores em Nova York, que pode penetrar a pele de Luke. Ele consegue ferir criticamente Luke com uma bala Judas na primeira vez que eles se enfrentam. Enquanto Luke se esconde com Claire para obter o tratamento do Dr. Noah Burstein, Willis ajuda Mariah e Shades a enquadrar Luke e continuar o império criminal de Cottonmouth. Em um esforço para tirar Luke do esconderijo, manchando o nome de Luke e persuadir o New York City Police Department a comprar suas balas Judas, Willis assassina um oficial de polícia aleatório em plena luz do dia, o atacando no peito com uma luva especialmente projetada que lhe proporciona força sobre-humana. Esta ação, junto com sua decisão de atirar em Misty Knight quando ela tenta apreendê-lo no Harlem's Paradise e organizar uma situação de reféns quando Luke vem em seu resgate, faz com que ele tenha uma inclinação com Mariah e Shades. Willis envia Zip e dois associados para matar Shades, mas Shades mata todos os três e escapa. Ele mais tarde mata Domingo quando ele e seus homens tentam matar Willis para afirmar um monopólio sobre o crime organizado no Harlem. Depois de matar Domingo, Willis veste um traje de batalha especialmente blindado projetado pela Hammer e desafia Luke a uma briga na rua fora da Barbearia de Pop. Depois de uma luta prolongada, Luke consegue derrotar Willis, o deixando para que Misty prenda a custódia. Ele é visto pela última vez em uma enfermaria não identificada, onde o Dr. Burstein está cuidando de seus ferimentos.